# Mikalai Aladau
Mikalai Aladau   (Sant Petersburg, 9 de desembre de 1890 (Julià) - Minsk, 4 de desembre de 1972), va ser un compositor soviètic-belarús.
El 1910, Nikolai Aladov es va graduar com a estudiant extern al Conservatori de Sant Petersburg. Des del 1923 exerceix la docència a l'Institut Estatal de Cultura Musical de Moscou. A Minsk des del 1924, un dels organitzadors del conservatori belarús, el 1944-1948 el seu rector, professor.
Durant els anys de la guerra, des del 1941 fins al 1944, va fer classes al conservatori de Saratov.
Una escola de música a Minsk porta el nom de N. Aladov, hi ha instal·lada una placa commemorativa.
Un carrer de Minsk va ser anomenat en honor dels Aladovs.

## Creativitat
Un dels fundadors de gèneres simfònics, de cambra-instrumentals i de vocal de cambra, cantata, corals de la música belarussa.
És l'autor de l'òpera Andrei Kostenya (1947), l'òpera còmica Taras a Parnàs (1927), les cantates a sobre del riu Oressa, etc., deu simfonies, cicles vocals a versos de Kupala, Bogdanovich, Tanka, altres obres musicals.

## Honors i premis
- Artista popular de l'RSS de Belarús (1955). Durant molt de temps, es va creure erròniament que N. Aladov era l'artista popular de l'URSS. Aquesta informació va ser denegada oficialment per l'autor del lloc "Necròpolis dels artistes", que es va posar en contacte amb els familiars del compositor per aclarir-los. Després de rebre la informació, es va suprimir la pàgina Aladov d'aquest lloc.
- Ordre de la Banner Roja del Treball (1944, 31/12/1970)
- Ordre de la Insígnia d'Honor (1948)